# 史考特·詹森
史考特·M·詹森（英語：Scott M. Jensen，1954年11月19日—）是美國政治人物、醫師，共和黨籍，曾任明尼蘇達州參議院議員。

## 生平
曾就讀路德神學院和明尼蘇達大學，1981年在明尼蘇達大學獲得醫學博士學位。
詹森在沃特敦成立了Catalyst診所。他還曾擔任明尼蘇達大學醫學院家庭實踐系的臨床副教授。
2016年當選明尼蘇達州參議院議員。2019年7月，詹森宣布他不會在2020年競選連任。2020年2月，詹森提出了一項法案，以成立一個新的委員會調查藥品價格的上漲。
2020年4月，詹森質疑新冠肺炎死亡人數的真實性，批評美国疾病控制与预防中心的紀錄方式可能誇大了新冠肺炎的死亡人數。同年7月初，詹森表示，因為有人針對他之前的言論向明尼蘇達州醫療實踐委員會投訴，他目前正在接受明尼蘇達州醫療實踐委員會的調查。明尼蘇達州參議院多數黨領袖保羅·賈齊卡支持詹森，並說詹森的說法「已被證明是正確的」。7月底，明尼蘇達州醫療實踐委員會結束調查，駁回了針對詹森的投訴。

## 家庭
詹森和妻子瑪莉育有三個孩子。現居查斯卡。

## 外部連結
- 史考特·詹森的X（前Twitter） （英文）